# Dodecaedro truncado aumentado
En geometría, el dodecaedro truncado aumentado es uno de los sólidos de Johnson (J68).